# Provincia de El Menia
El Menia (en árabe: ولاية المنيعة‎) es una provincia argelina creada en 2019, anteriormente, una provincia delegada creada en 2015. Se encuentra en el Sáhara argelino.

## Geografía
La provincia de El Menia está en el Sáhara argelino, su superficie es de 62 215 km².
Está delimitado por:
- al norte por la provincia de Gardaya;
- al este por la provincia de Uargla;
- al oeste con la provincia de El Bayadh y la provincia de Timimoun;
- y al sur por la provincia de In Salah.

## Historia
La provincia de El Menia fue creada el 26 de noviembre de 2019.
Anteriormente, era una provincia delegada, creada según la ley n° 15-140 del 27 de mayo de 2015, que crea distritos administrativos en ciertas provincias y fija las reglas específicas relacionadas con ellas, así como la lista de municipios que están adscritos a ella. Antes de 2019, estaba adscrito a la provincia de Gardaya.

## Organización
Durante el parón administrativo de 2015, la provincia delegada de El Menia está formada por 4 comunas y 2 distritos:
- 1. Mansurá
- 2. Hassi Fehal
- 3. El Menia
- 4. Hassi Gara